# Landesanwaltschaft Bayern

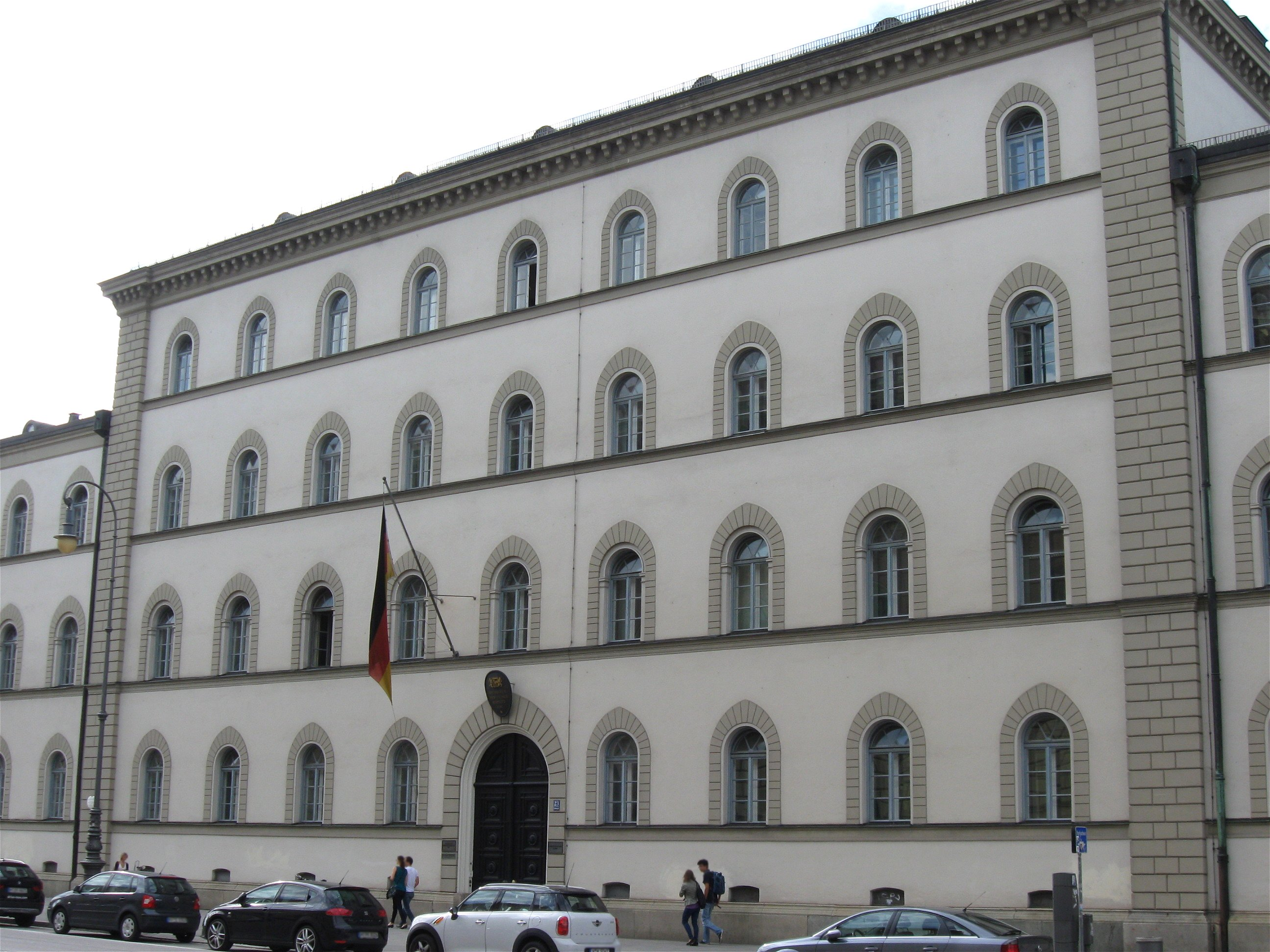
Dienststelle München der LAB am Sitz des Bayerischen Verwaltungsgerichtshofs, Ludwigstr. 23

Die Landesanwaltschaft Bayern (Abkürzung LAB) besteht seit dem Jahr 1879 als eigenständige Behörde am Sitz des Bayerischen Verwaltungsgerichtshofs. 

## Aufgaben
Die Landesanwaltschaft Bayern ist die „Anwaltskanzlei“ des Freistaats Bayern. In allen gegen den Freistaat Bayern gerichteten Streitverfahren vor dem Bayerischen Verwaltungsgerichtshof und dem Bundesverwaltungsgericht ist sie seine Prozessvertreterin. 
Daneben kann sich die Landesanwaltschaft Bayern auch als Vertreter des öffentlichen Interesses an Verwaltungsstreitsachen beteiligen, bei denen der Freistaat Bayern nicht Prozesspartei ist. So können Belange des Freistaats Bayern auch in solche Verfahren eingebracht werden. 
Zudem vertritt die Landesanwaltschaft Bayern den Freistaat Bayern grundsätzlich auch in Folge- und Zwischenverfahren vor dem Gerichtshof der Europäischen Union (EuGH). Dort tritt sie als einzige bayerische Behörde regelmäßig in so genannten Vorabentscheidungsverfahren als Prozessvertretung des Freistaats Bayern oder als Vertreter des öffentlichen Interesses auf, sofern diese auf verwaltungsgerichtlichen Rechtsstreitigkeiten beruhen.
Ihre Zuständigkeit im Rahmen der Prozessvertretung regelt die Verordnung über die Landesanwaltschaft Bayern (LABV).
Die Landesanwaltschaft Bayern ist gemäß der Zuständigkeitsverordnung (BayZustV) sowie nach dem Bayerischen Disziplinargesetz zuständige Disziplinarbehörde im staatlichen Bereich für eine Vielzahl von Beamten des Freistaats Bayern sowie in Einzelfällen auch für kommunale Beamte, wenn ihr die Zuständigkeit hierfür im Einzelfall übertragen wurde (Durchführungsverordnung (BayDVKommDG)).
In ihrer Rolle als moderne Dienstleistungsbehörde sorgt sie mit den „Wichtigen neuen Entscheidungen“ auf ihrer Webseite für eine schnelle Information von Behörden, Bürgern und interessierter Fachöffentlichkeit über die Auswirkungen aktueller Urteile und Beschlüsse und ergänzt damit das Informationsangebot der Gerichte.

## Organisation

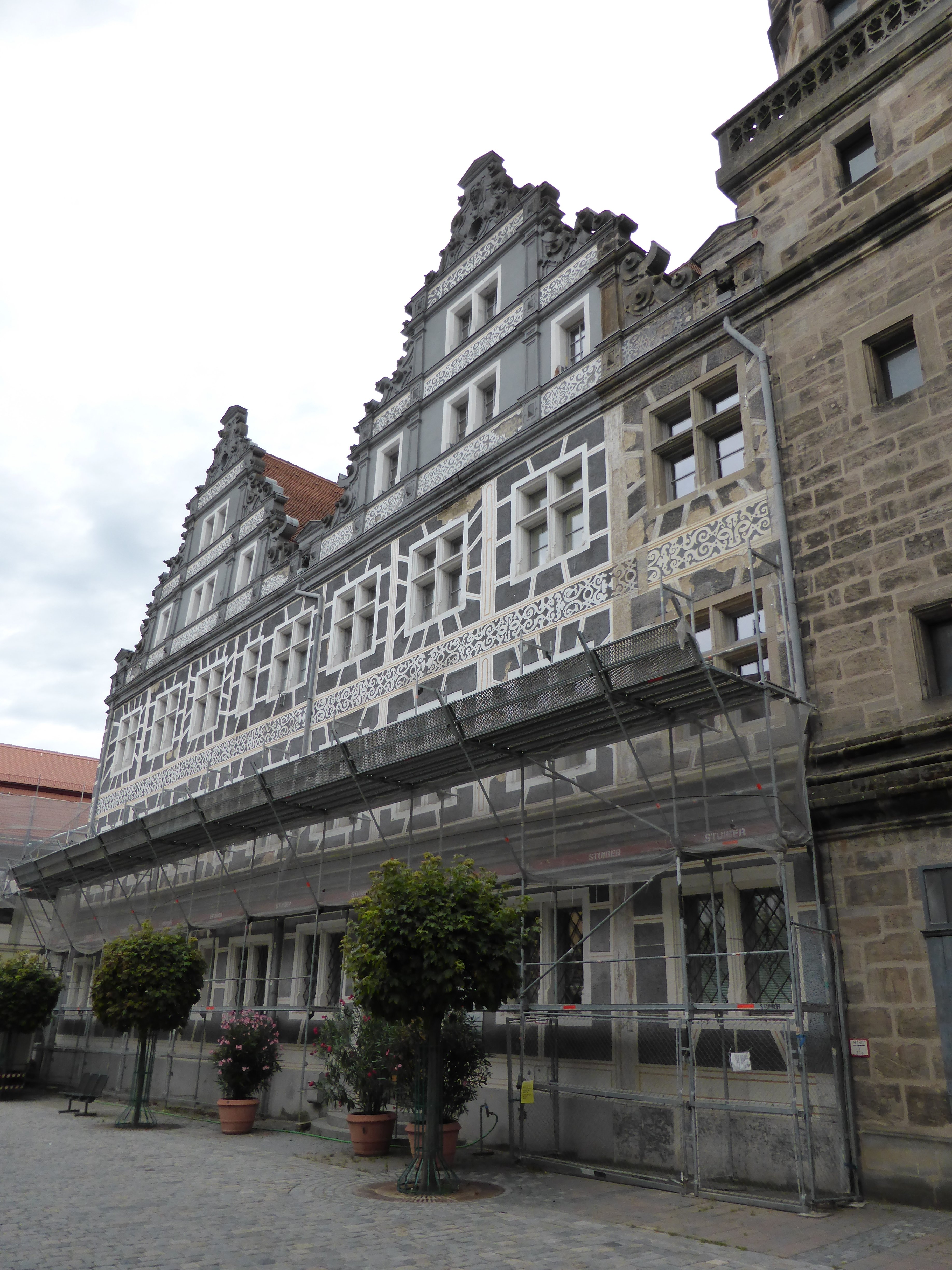
Dienststelle Ansbach, Montgelasplatz 1

Die Landesanwaltschaft Bayern ist dem Bayerischen Staatsministerium des Innern, für Sport und Integration unmittelbar nachgeordnet und hat ihren Sitz am Bayerischen Verwaltungsgerichtshof in München und an dessen Außenstelle in Ansbach. Sie wird seit dem 1. März 2016 von Jörg Vogel geleitet. Die Aufgaben der Landesanwaltschaft sind derzeit auf 21 Sachgebiete verteilt, von denen 15 unmittelbar die Verwaltungsprozesse betreuen, davon elf in München und vier in der Außenstelle Ansbach. Die Aufgabe als Disziplinarbehörde führen sechs Sachgebiete aus.

## Geschichte
Mit Wirkung zum 1. Oktober 1879 war für das Königreich Bayern ein Verwaltungsgerichtshof für einen damals noch beschränkten Bereich öffentlich-rechtlicher Streitigkeiten geschaffen worden. Gleichzeitig wurde „zur Vertretung der öffentlichen Interessen (...) ein Staatsanwalt mit der erforderlichen Zahl von Nebenbeamten aufgestellt“. Aus dieser Staatsanwaltschaft beim Bayerischen Verwaltungsgerichtshof wurde im Laufe einer nunmehr über 140-jährigen Geschichte nach zahlreichen Rechts- und Statusänderungen die Landesanwaltschaft Bayern in ihrer heutigen Form.
Die heute gültigen Bezeichnungen (Landesanwaltschaft, Generallandesanwalt, Landesanwalt) wurden zum 15. November 1975 eingeführt.